# 山景龙胆
山景龙胆（学名：Gentiana oreodoxa）是龙胆科龙胆属的植物，是中国的特有植物。分布于中国大陆的云南、西藏等地，生长于海拔3,000米至4,900米的地区，多生长在山坡草地和高山草甸，目前尚未由人工引种栽培。